# Fausto Antonio Tienza Núñez
Fausto Antonio Tienza Núñez, conegut simplement com a Fausto (Talavera la Real, Província de Badajoz, 8 de gener de 1990), és un futbolista professional espanyol que juga per la UE Eivissa. És bàsicament migcampista, però pot jugar també com a central.

## Carrera de club
Fausto va fitxar pel planter del València CF el 2004, a 14 anys. La temporada 2006–07, encara com a júnior, va debutar com a sènior, jugant un partit amb el València CF Mestalla a Segona Divisió B; el gener de 2009 fou cedit al club veí CF La Nucía i sis mesos després va anar també cedit al Caravaca CF també de la Segona Divisió B.
L'estiu de 2010, encara propietat dels valencians, Fausto va fitxar pel CD La Muela també de la Segona B, i va jugar com a titular en tots els partits de lliga, però l'equip va descendir. El 27 d'agost de 2011, va rescindir el contracte amb el València i va fitxar per la UD Melilla de la mateixa categoria; va marcar-hi el seu primer gol com a sènior el 6 de maig de 2012, contra l'AD Ceuta.
El 12 de gener de 2013, Fausto va signar contracte amb el Reial Betis, per jugar al Real Betis B. El 8 de març va debutar oficialment amb el primer equip, substituint, Dorlan Pabón als darrers minuts d'una victòria per 2–1 a La Liga contra el CA Osasuna.
El 15 d'agost de 2014, Fausto va signar un contracte d'un any amb l'AD Alcorcón de la Segona Divisió. Va marcar el seu primer gol com a professional el 26 d'octubre, en una derrota a casa per 1–3 contra el Reial Saragossa.
L'1 de juliol de 2016, Fausto va signar contracte per dos anys amb el CA Osasuna, acabat de pujar a la primera categoria.
El 9 de juliol de 2018, Fausto va acabar contracte amb el Cadis, i va signar-ne un altre amb l'Extremadura UD de la mateixa categoria, vuit dies després.
El 12 de setembre de 2019, Fausto va signar contracte per dos anys amb el Panathinaikos FC grec. Al mercat d'hivern, Fausto va tornar a Espanya, després d'haver jugat només 52 minuts amb el club, i va ser cedit al Gimnàstic de Tarragona de Segona Divisió B fins a final de temporada.
El 27 de maig de 2021, Fausto va fitxar pel Racing de Santander de segona divisió B.